# Эренбург, Ирина Ильинична
Ирина Ильинична Эренбург (псевдоним — Ирина Эрбург; 25 марта 1911, Ницца — 17 июня 1997, Москва) — российская переводчица французской прозы.

## Биография
Родилась в семье писателя Ильи Григорьевича Эренбурга и Катерины (Екатерины) Оттовны Шмидт (1889—1977, во втором браке Сорокина). В 1933 окончила Университет Сорбонна в Париже. Член Союза писателей СССР (1965) и Союза писателей России.
Своих детей не имела, однако была приёмная дочь Фаина Палеева (урождённая Фейга Фишман). С 1967 года жила в ЖСК «Советский писатель»: Красноармейская улица, д. 21 (до 1969: 1-я Аэропортовская ул., д. 20).
Под именем Ирина Эрбург опубликовала в альманахе «Год XVII» повесть «Лотарингская школа: заметки французской школьницы» (1934); в следующем году она вышла отдельной книгой.
Похороненa на Новодевичьем кладбище (7 уч. 1 ряд).

## Сочинения
- Лотарингская школа. Заметки французской школьницы. М.: Гослитиздат, 1935.
- Я видела детство и юность XX века. — М.: АСТ: Астрель: Полиграфиздат, 2011. — 352 с.: ил.

### Переводы
- Лаффит Ж. Мы вернемся за подснежниками. — М., 1949. В соавторстве с О. Савичем
- Лаффит Ж. Роз Франс. — М., 1951. В соавторстве с О. Савичем
- Лаффит Ж. Весенние ласточки. — М., 1958
- Моруа А. Жизнь Александра Флеминга. — М., 1961
- Перрюшо А. Тулуз-Лотрек. — М., 1969